# Organizzazione Combattente Ebraica
L'Organizzazione Combattente Ebraica o Organizzazione Ebraica di Combattimento (in polacco Żydowska Organizacja Bojowa, sigla ZOB; in yiddish: יידישע קאמף אָרגאניזאציע  Jidische Kamf Organizatzie; in ebraico: הארגון היהודי הלוחם, in sigla אי"ל)  è stata un movimento di resistenza ebraica durante la seconda guerra mondiale che ebbe la propria sede nel ghetto di Varsavia. La ZOB era formata principalmente da giovani appartenenti ai movimenti giovanili sionisti di sinistra ed ebbe un ruolo centrale durante l'insurrezione del ghetto di Varsavia. Dopo la liquidazione del ghetto, alcuni appartenenti all'organizzazione parteciparono, insieme alla resistenza polacca, alla rivolta di Varsavia.

## I movimenti giovanili ebraici

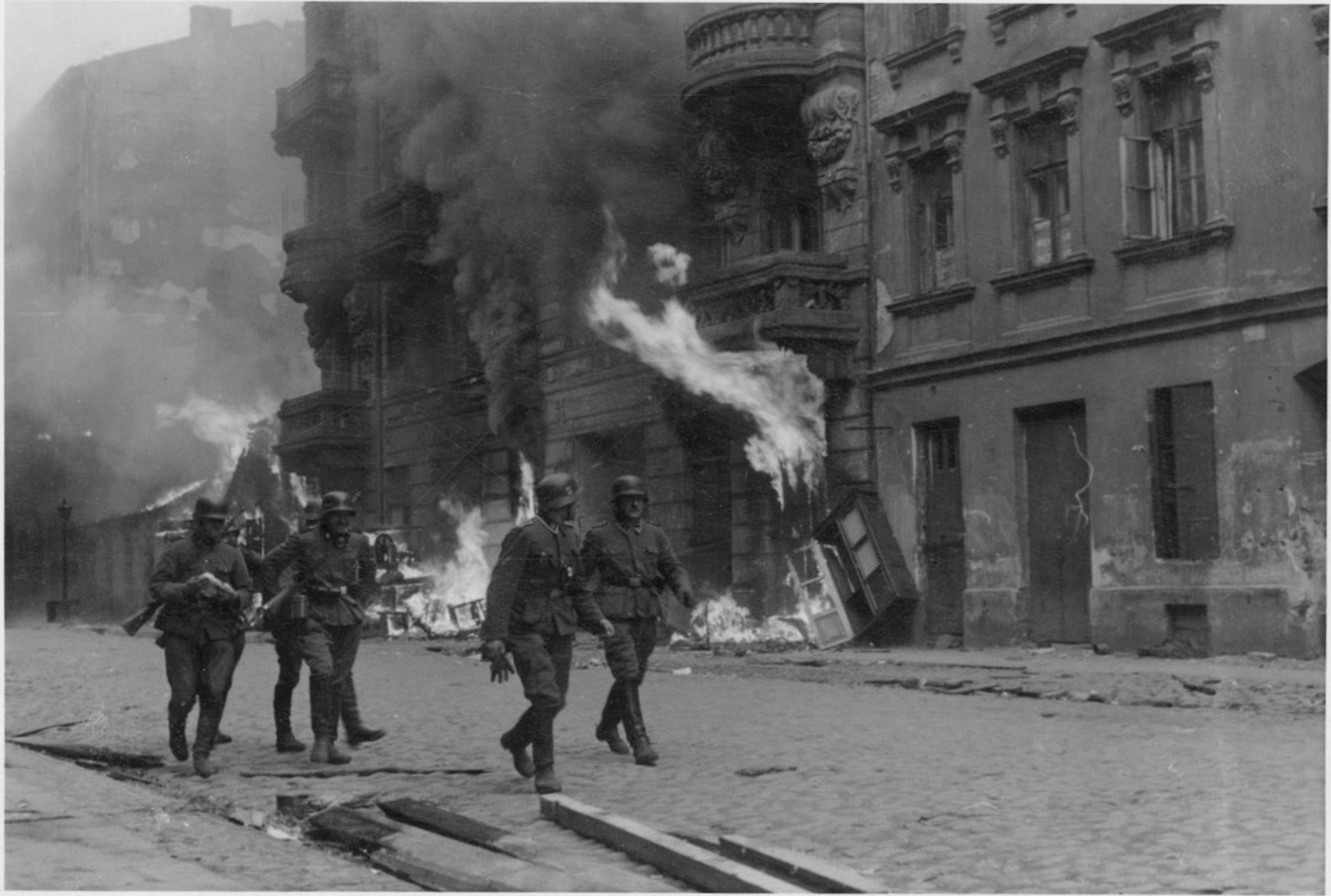
Varsavia in fiamme durante la rivolta del ghetto del 1943

Il 22 luglio 1942 le autorità tedesche di occupazione emanarono un decreto con il quale si stabilì il destino del ghetto: tutti, senza distinzione di età o sesso, dovevano essere "reinsediati" nei territori dell'Est. A seguito di questo ordine iniziò una massiccia deportazione degli ebrei che proseguì fino al 12 settembre 1942 e che vide circa 300 000 persone essere rastrellate e deportate, molte verso il campo di sterminio di Treblinka. Quando questa prima deportazione terminò la popolazione ebraica di Varsavia era ridotta a 55 000-60 000 abitanti.
I movimenti giovanili che successivamente diedero origine alla ZOB, avevano già capito da tempo le intenzioni tedesche di sterminare la popolazione ebraica ed avevano iniziato una campagna educativa e culturale che mirava a propagare la volontà di resistere a tutti i costi, con le armi se necessario.
A differenza delle generazioni più anziane, i gruppi giovanili capirono quello che stava succedendo e non si fecero illusioni sul futuro. Un documento pubblicato dal movimento giovanile Il Giovane Guardiano tre mesi prima dell'inizio delle deportazioni dichiarava: "Noi conosciamo i sistemi di Hitler, omicidio, persecuzioni e rapine conducono chiaramente ad un finale di morte e alla distruzione della civiltà ebraica".
Vista la loro capacità di vedere la situazione obbiettivamente, diversi gruppi sionisti giovanili di sinistra proposero la creazione di una organizzazione di autodifesa durante un incontro con i capi della comunità ebraica di Varsavia nel marzo 1942. La proposta venne rifiutata dal Bund che considerava impossibile un movimento senza l'appoggio della resistenza polacca e da altri movimenti che, invece, non credevano alla volontà di sterminio degli ebrei da parte dei tedeschi. Inoltre si ipotizzò che ogni movimento di resistenza armato avrebbe provocato dei moti di rappresaglia tedesca contro l'intera comunità ebraica.

## Creazione dell'Organizzazione
I movimenti giovanili e i partiti politici si incontrarono segretamente il 23 luglio 1942 all'interno del ghetto di Varsavia per trovare una linea d'azione comune, ma la riunione ebbe esito negativo a causa delle diversità di opinione dei partiti politici convenuti. Il 28 luglio 1942 i rappresentanti di tre organizzazioni giovanili ebraiche, Hashomer Hatzair, Dror e Bnei Akiva (tutti di ispirazione socialista) si incontrarono senza la presenza dei rappresentanti dei partiti politici e decisero la fondazione dell'Organizzazione Combattente Ebraica. Icchak Cukierman, uno dei leader dell'organizzazione descrisse così le condizioni che portarono alla creazione del movimento: "All'incontro i gruppi giovanili decisero di fondare l'Organizzazione ebraica di combattimento. Solo noi, senza l'appoggio di nessun partito politico".
L'organizzazione cercò immediatamente dei contatti con la parte "ariana" della città di Varsavia al fine di procurarsi armi e stabilire contatti con i gruppi di resistenza polacchi come l'Armata Nazionale. A causa delle dure condizioni repressive all'interno del ghetto, gli ebrei non potevano garantire di mettere al sicuro le armi e i gruppi polacchi erano riluttanti nello sprecare le loro povere risorse per armare il disorganizzato e poco addestrato gruppo di ebrei. Il generale Rowecki, comandante dell'Armata Nazionale, disse: "Ebrei di tutti i gruppi [...] vengono da noi e chiedono armi come se i nostri depositi ne fossero pieni". La questione dell'aiuto all'Organizzazione venne ulteriormente dibattuta dalla resistenza polacca. Difatti, la ZOB era infatti un movimento di sinistra con al suo interno molti simpatizzanti per l'Unione Sovietica, paese che i membri dell'Armata Nazionale prevedevano sarebbe stato un ostacolo per l'indipendenza polacca in seguito alla fine del conflitto mondiale. A causa di questa sua posizione politica, l'Organizzazione Combattente Ebraica ricevette sostegno limitato ed irregolare.
Nonostante la grave carenza di armi iniziò la ŻOB le sue operazioni: il 29 ottobre 1942 riuscì a colpire il vicecomandante della polizia ebraica del ghetto alla quale fece seguito una massiccia campagna di propaganda diretta contro i collaborazionisti e alle spie dei nazisti. Gli ebrei residenti nel ghetto, infatti, venivano controllati da una speciale polizia ebraica che faceva capo alle autorità tedesche; la ŻOB emanò una serie di proclami che minacciavano di morte chiunque fosse stato trovato a collaborare con i nazisti.
Durante le successive deportazioni dal ghetto i tedeschi ebbero successo nel catturare molti importanti ufficiali dell'organizzazione, inferendo un duro colpo alla resistenza ebraica. Grazie all'afflusso all'interno del movimento di altre organizzazioni giovanili sioniste quali il Gordonia e lo Noar Zioni, l'ordine venne ristabilito all'interno del movimento. Se quanto appena scritto risollevò le sorti dell'organizzazione, l'entrata in quest'ultimo del Bund, dei comunisti e membri appartenenti a movimenti sionisti diedero ulteriore importanza all'organizzazione. Mordechaj Anielewicz, il precedente capo dell'Hashomer Hatzair, divenne il nuovo capo della formazione.
Immediatamente l'organizzazione combattente ebraica avviò una dura repressione nei confronti di coloro i quali avevano collaborato con i nazisti per la deportazione: tra questi il dottor Alfred Nossig, un conosciuto uomo della comunità ebraica che era diventato informatore delle autorità tedesche. Nonostante queste esecuzioni fossero motivate da vendetta ebbero anche l'effetto collaterale di impaurire coloro che avevano pensato, per motivi di salvezza personale, di cospirare con le forze nemiche.

## La resistenza alla seconda deportazione
Il 18 gennaio 1943 i tedeschi iniziarono una seconda ondata di deportazioni. Tra i primi ebrei incolonnati erano presenti numerosi combattenti dell'organizzazione infiltratisi intenzionalmente. Comandati da Mordechai Anielewicz, essi attesero un segnale concordato per uscire dalle colonne ed iniziare un violento combattimento armato contro le unità di scorta tedesche mentre le colonne di deportati si sparpagliavano e la notizia dei combattimenti si diffondeva velocemente nel ghetto informando gli abitanti delle intenzioni naziste. Durante questa deportazione i nazisti deportarono circa 6 500 ebrei e ne uccisero approssimativamente 1 200 durante gli scontri.
Le deportazioni, contrastate da continui atti di resistenza, proseguirono altri quattro giorni e quando il 22 Gennaio 1943 i tedeschi lasciarono il ghetto, gli ebrei sopravvissuti gridarono alla vittoria. I vincitori non sapevano però che l'ordine impartito da Himmler alle truppe naziste non era liquidare il ghetto, bensì ridurne popolazione da 40 000 abitanti a 26 000. Ciò nonostante, si trattò comunque di una importante vittoria per la resistenza ebraica.

## La liquidazione del ghetto e la rivolta

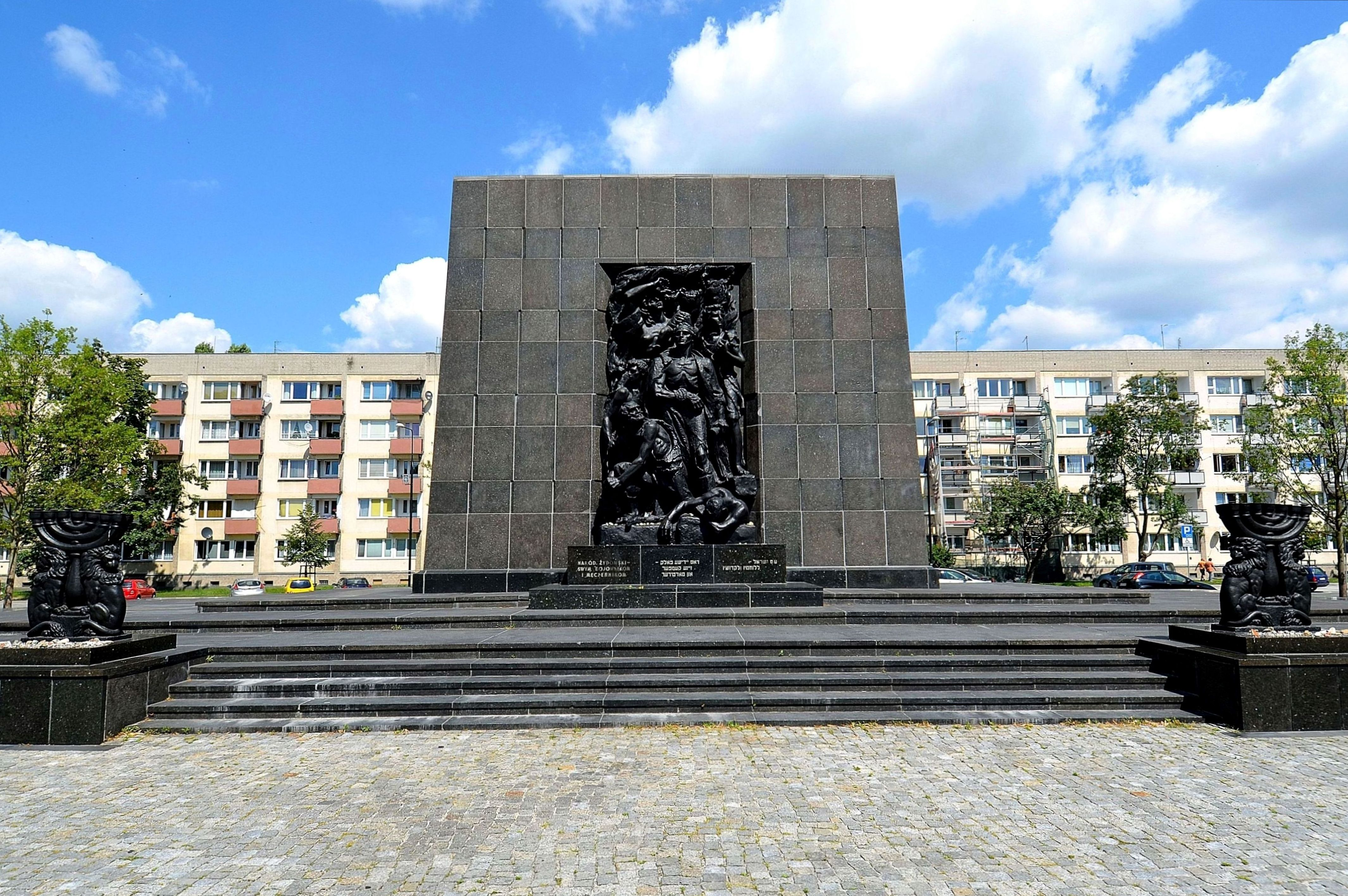
Il memoriale dedicato alle vittime della rivolta nel ghetto di Varsavia

La liquidazione del ghetto iniziò durante la festa di Pesach, la Pasqua ebraica, il 19 aprile 1943. Le strade del ghetto erano deserte, la maggior parte dei 30 000 abitanti rimasti era nascosta in sotterranei adeguatamente predisposti, molti dotati di elettricità ed acqua corrente ma che non permettevano nessuna via di fuga.
Quando i tedeschi marciarono dentro il ghetto si scontrarono con la fiera resistenza armata dei combattenti che li attaccarono sparando dalle finestre dei piani superiori dei palazzi. I difensori del ghetto utilizzarono diverse tattiche di guerriglia e disponevano del vantaggio tattico di trovarsi in alto rispetto ai loro avversari; questo vantaggio venne annullato quando i tedeschi iniziarono ad incendiare sistematicamente tutti i palazzi obbligando i difensori a rifugiarsi negli scantinati. Il fuoco consumò rapidamente l'ossigeno degli scantinati dei palazzi rendendoli delle soffocanti trappole mortali.
Entro il 16 maggio 1943, il generale Jürgen Stroop che aveva ricevuto l'ordine di liquidare il ghetto poté affermare che il compito (chiamato dai tedeschi Grossaktion) era stato portato a termine. Per celebrare il successo egli ordinò di radere al suolo la Sinagoga grande di Varsavia. Il ghetto era distrutto e quello che rimaneva della rivolta era stato schiacciato.

## Epilogo
Anche dopo la distruzione del ghetto un piccolo numero di ebrei riuscì a trovare scampo nascondendosi nella zona "ariana" della città: durante gli ultimi mesi del ghetto circa 20 000 ebrei, riuscirono a fuggire. Alcuni di questi, componenti delle formazioni giovanili ebraiche come Kazik Ratajzer, Icchak Cukierman e Marek Edelman parteciparono successivamente alla Rivolta di Varsavia del 1944.
Nonostante molti membri e comandanti dei movimenti giovanili ebraici morissero nel ghetto, i movimenti sopravvissero e ancora oggi possono trovare in diverse nazioni. I gruppi di sinistra Hashomer Hatzair e Habonim Dror sono attivi in Sudafrica, Gran Bretagna, Argentina, Cile, Italia, Stati Uniti, Israele, Messico ed Australia. Il movimento giovanile di destra Betar ha largo seguito negli Stati Uniti e nell'Europa occidentale.